# Hans-Georg Huber
Hans-Georg Huber (* 6. April 1952 in Marl, Landkreis Recklinghausen) ist ein deutscher Business-Coach, Führungskräfte-Trainer, Prozessbegleiter und Autor.

## Leben
Nach seiner Ausbildung zum Bankkaufmann studierte Huber Betriebswirtschaft an der Fachhochschule für Wirtschaft (FHW) Berlin. Nach abgeschlossenem Grundstudium wechselte er an die Technische Universität (TU) Berlin, studierte Psychologie und schloss das Studium mit dem Diplom in Psychologie ab. Huber absolvierte Ausbildungen in Biodynamischer Psychologie bei Gerda Boyesen und in Psychoorganischer Analyse bei Paul C. Boyesen; weitere Lehrer waren unter anderem Jay Stattman (Unitive Körperpsychotherapie) und Henning von der Osten. Dazu kamen Weiterbildungen in Neurolinguistischem Programmieren (NLP) bei Thies Stahl, in Posturaler Integration am International Centre for Release and Integration (ICRI) in Mill Valley (Marin County, California, USA) und in tiefenpsychologisch fundierter Psychotherapie am C. G. Jung-Institut Stuttgart.
Seit 1984 arbeitete Huber als Klinischer Psychologe/Psychologischer Psychotherapeut in eigener Praxis, seit 1985 parallel dazu als Ausbildungsrepräsentant und seit 1986 auch als stellvertretender Leiter der Ausbildungen in Biodynamischer Psychologie der Boyesen Foundation Utrecht für den deutschsprachigen Raum. 1988 war er Gründungsmitglied des Deutschen Instituts für Psychoorganische Analyse (DIPOA e. V.), das die Ausbildungen der Boyesen Foundation weiterführte, und der erste Geschäftsführer des DIPOA. Von 1987 bis 2001 war er zudem als Trainer, Ausbilder und Supervisor in Psychoorganischer Analyse tätig.
Seine Laufbahn als professioneller Coach, Führungskräfte-Trainer und Prozessbegleiter begann Huber zu Beginn der 1990er Jahre. Eine erste Publikation zum Thema Coaching erschien 1993 in der Zeitschrift managerSeminare unter dem Titel Externes Coaching – Entwicklungshilfe für Führungskräfte? In den Folgejahren engagierte sich Huber öffentlich für die Verbreitung und Akzeptanz von Coaching in Deutschland.
Von 1994 bis 2000 war Huber zudem als Coach für Spitzensportler tätig, unter anderem für die Spielergewerkschaft „Vereinigung der Vertragsfußballspieler  e. V. (VDV)“.
Seit 1995 setzt sich Huber intensiv für die, seiner Ansicht nach notwendige Verbindung von Sinn und Erfolg in Führung und Unternehmenskultur ein.
1996 gründete er gemeinsam mit Barbara Hofmann-Huber das Coachingbüro Huber & Partner in Freiburg im Breisgau. Seit 1997 bildet Hans-Georg Huber Coaches und Prozessbegleiter aus und engagiert sich öffentlich für eine hohe Qualität im Coaching und in Coachingausbildungen.

## Publikationen (Auswahl)
- mit Paul Boyesen: Eigentlich möchte ich … Leben zwischen Wunsch und Wirklichkeit. Kösel-Verlag, München 1991, ISBN 3-466-34256-2.[5] (4. Auflage 1998)[6]
- mit Paul Boyesen: Pour qui je me réveille le matin. ins Deutsche übersetzt von Karine Hauselmann. Edition ADIRE, Paris 1993, ISBN 2-9505879-3-3.
- Der Druck im Profifußball. In: Jürgen Rollmann: Beruf Fußball-Profi – Oder ein Leben zwischen Sein und Schein. (= Sport-Report). Sportverlag Berlin, Berlin 1997, ISBN 3-328-00762-8, S. 94–96.
- Die innere Resonanz. Das passende Coaching-Tool auswählen und erfolgreich anwenden. In: Christopher Rauen (Hrsg.): Coaching-Tools. Erfolgreiche Coaches präsentieren 60 Interventionstechniken aus ihrer Coaching-Praxis. managerSeminare Verlag, Bonn 2004, ISBN 3-936075-18-2, S. 21–24.
- mit Hans Metzger: Sinnvoll erfolgreich. Sich selbst und andere führen. (= Rowohlt Paperback). Rowohlt Verlag, Reinbek bei Hamburg 2004, ISBN 3-499-61936-9. (Prospero Verlag, Münster/Berlin 2009, ISBN 978-3-941688-02-5)[7]
- Coaching im Spannungsfeld zwischen Sinn und Erfolg. In: Jürgen Graf (Hrsg.): Seminare 2005. Das Jahrbuch der Management-Weiterbildung. managerSeminare Verlag, Bonn 2005, ISBN 3-936075-25-5, S. 89–96.
- mit Heribert Sterr-Kölln: Nachfolge in Familienunternehmen. Den Generationswechsel erfolgreich gestalten. Ein Orientierungsbuch für Unternehmerfamilien und ihre Berater. Schäffer-Poeschel Verlag für Wirtschaft, Steuern, Recht, Stuttgart 2006, ISBN 3-7910-2472-8.[8]
- Externes Coaching – Entwicklungshilfe für Führungskräfte? In: ManagerSeminare. 1/1993, S. 58–60.
- mit Hans-Metzger: Führung Heute – Zwischen Herrschen und Dienen. In: ManagerSeminare. Heft 86, Mai 2006, S. 66–70.
- Wozu braucht es verinnerlichte Kompetenz als Coach? In: Coaching Magazin. 1/2016, S. 36.
- Die Kunst, Entwicklungsprozesse zu gestalten. Erfolgsfaktoren in Coaching, Führung und Prozessbegleitung. ManagerSeminare Verlag, Bonn 2018, ISBN 978-3-95891-037-9.